# Ray Guns Are Not Just the Future
Ray Guns Are Not Just the Future é o segundo álbum de estúdio da dupla norte-americana indie pop The Bird and the Bee, lançado em 27 de janeiro de 2009, pela Blue Note Records. O álbum contém as duas faixas iniciais dos dois últimos EPs da dupla: "Polite Dance Song" de Please Clap Your Hands e "Birthday" de One Too Many Hearts.

## Recepção
| Críticas profissionais | Críticas profissionais |
| Pontuações agregadas   | Pontuações agregadas   |
| Fonte                  | Avaliação              |
| ---------------------- | ---------------------- |
| Metacritic             | 71/100                 |
| Avaliações da crítica  |                        |
| Fonte                  | Avaliação              |
| Allmusic               | [ 2 ]                  |
| The A.V. Club          | A−                     |
| Entertainment Weekly   | A−                     |
| The Guardian           | [ 5 ]                  |
| Los Angeles Times      | [ 6 ]                  |
| Pitchfork Media        | 5.4/10                 |
| PopMatters             | 7/10                   |
| Rolling Stone          | [ 9 ]                  |
| Slant Magazine         | [ 10 ]                 |
| Spin                   | 7/10                   |

The A.V. Club avaliou de maneira positiva, afirmando que o trabalho continua uma "exploração da música despreocupada e alegre", além de elogiar os "vocais extremamente agradáveis e sua produção exuberante". No entanto, o The Guardian forneceu uma crítica muito negativa, afirmando que o álbum transmite "uma sensação de ser incompleto".
Pitchfork deu uma avaliação mediana e fez uma comparação com o primeiro álbum lançado. Segundo o portal, "é basicamente mais do mesmo", mas considerou as faixas "sonoramente impecáveis" e "intermitentemente atraentes". Destacou a canção "What's in the Middle", que apresenta "percussão rápida e vocais hipnóticos", e considerou "Lifespan of a Fly" o "final perfeito". Por outro lado, criticou durante "Love Letter to Japan" como "muito boba" e "Meteor" como banal.
A revista Rolling Stone também realizou uma crítica mais negativa, afirmando que a dupla esteve tão focada na melodia, influenciado pelo jazz e bossa nova, que esqueceu de "investir em suas músicas qualquer emoção ou diversão reconhecível". A Slant Magazine chamou o álbum de "joia imperfeita", mas alegou que sua "consistencia geral compensa seus erros".

## Lista de faixas
| N.º | Título                 | Duração |  |
| 1.  | "Fanfare"              | 0:29    |  |
| 2.  | "My Love"              | 3:46    |  |
| 3.  | "Diamond Dave"         | 3:14    |  |
| 4.  | "What's in the Middle" | 3:21    |  |
| 5.  | "Ray Gun"              | 4:42    |  |
| 6.  | "Love Letter to Japan" | 4:07    |  |
| 7.  | "Meteor"               | 3:21    |  |
| 8.  | "Baby"                 | 3:50    |  |
| 9.  | "Phil"                 | 0:10    |  |
| 10. | "Polite Dance Song"    | 3:47    |  |
| 11. | "You're a Cad"         | 3:10    |  |
| 12. | "Witch"                | 3:55    |  |
| 13. | "Birthday"             | 3:48    |  |
| 14. | "Lifespan of a Fly"    | 3:14    |  |

| Faixa bônus do LP |         |         |  |
| N.º               | Título  | Duração |  |
| 15.               | "Leggs" | 2:59    |  |

| Faixas bônus do iTunes |                             |         |  |
| N.º                    | Título                      | Duração |  |
| 15.                    | "Everything Is Ending"      | 3:22    |  |
| 16.                    | "Polite Dance Song" (remix) | 2:47    |  |

| Faixas bônus do Napster |                        |         |  |
| N.º                     | Título                 | Duração |  |
| 15.                     | "Punch You in the Eye" | 3:41    |  |

| Faixas bônus do Japão |                                                                |         |  |
| N.º                   | Título                                                         | Duração |  |
| 15.                   | "Heart Throbs and Apple Seeds" (com Cornelius)                 | 3:53    |  |
| 16.                   | "How Deep Is Your Love" (Barry Gibb, Maurice Gibb, Robin Gibb) | 3:24    |  |

| Faixas bônus da Coreia do Sul |                                                                 |         |  |
| N.º                           | Título                                                          | Duração |  |
| 15.                           | "How Deep Is Your Love" (B. Gibb, M. Gibb, R. Gibb)             | 3:24    |  |
| 16.                           | "Come as You Were"                                              | 3:00    |  |
| 17.                           | "Again & Again" (versão bossa nova)                             | 2:47    |  |
| 18.                           | "Fucking Boyfriend" (Ralphi Rosario e Jody DB; edição de rádio) | 3:48    |  |

## Créditos
Créditos de Ray Guns Are Not Just the Future, obtidos do encarte.
The Bird and the Bee
- Greg Kurstin – baixo, guitarra, teclados, mixagem, percussão, produtor, vocais de apoio (faixas: 3, 4, 5)
- Inara George – vocais

Pessoal adicional
| - Mike Andrews – guitarra (faixa 4) - Autumn de Wilde – fotografia - Megan Geer-Alsop – vocais de apoio (faixa 10) - Willow Geer-Alsop – vocais de apoio (faixas 4, 6, 10, 14) - Perry Greenfield – gerenciamento de desenvolvimento - Gordon H. Jee – diretor criativo - Keith Karwelies – administração - Carla Leighton – direção de arte, design | - Alex Lilly – vocais de apoio (faixas 4, 6, 10, 14) - Gavin Lurssen – masterização - Gus Seyffert – guitarra (faixa 10) - Kazumi Someya – tradução (faixa 6) - Joey Waronker – bateria (faixas 1, 9, 10) - Eli Wolf – A&R |

## Paradas musicais
| Parada (2009)         | Melhor posição |
| --------------------- | -------------- |
| Japanese Albums Chart | 236            |
| US Billboard 200      | 78             |
| US Alternative Albums | 20             |